# Orlov (famiglia)

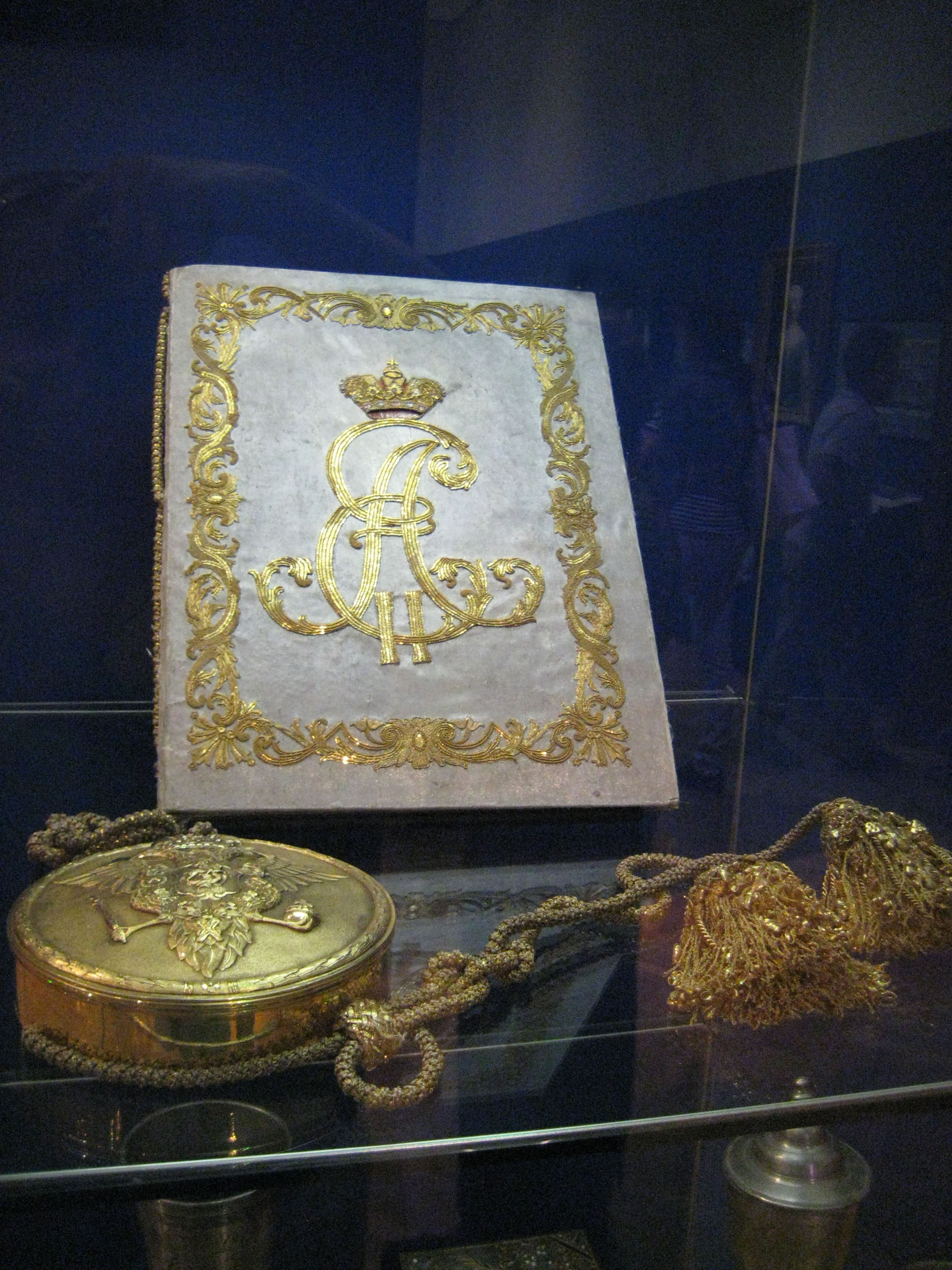
Documento della creazione del titolo di Conte Orlov da parte di Caterina II, 1763

Orlov (Russo: Орлóв) è stata una famiglia dell'aristocrazia russa cui appartennero molteplici statisti, ufficiali, ambasciatori e personalità rilevanti dell'Impero russo. L'ascesa sociale della famiglia iniziò nel XVIII secolo, quando uno dei suoi membri, Grigorij Grigor'evič Orlov, divenne il favorito della sovrana Caterina II di Russia.

## Albero Genealogico
```
Grigorij Ivanovič Orlov
 (1685 – 1746)
[
1
]

|
|- 
Ivan Grigor'evič Orlov
 (1733—1791)
[
1
]

|
|- 
Grigorij Grigor'evič Orlov
 (1734-1783)
[
1
]

|
|- 
Aleksej Grigor'evič Orlov-Česmenskij
 (1737-1807)
[
1
]

|  |
|  |- 
Anna Grigorievna Orlova
 (1785-1848)
|
|- 
Fëdor Grigor'evič Orlov
 (1741-1796)
[
1
]

|  |
|  |- 
Michail Fëdorovič Orlov
 (1788-1942)
|  |
|  |- 
Aleksej Fëdorovič Orlov
 (1786-1862)
|     |
|     |- 
Nikolaj Alekseevič Orlov
 (1827-1885)
|     |  |
|     |  |- 
Aleksej Nikolaevič Orlov
 (1867-1916)
|     |  |
|     |  |- 
Vladimir Nikolaevič Orlov
 (1868-1927)
|     |     |
|     |     |- Nikolaj Vladimirovič Orlov (1896-1961)
|     |        |
|     |        |- Irina Nikolaïevna Orlova (1918-1989)
|     |        |
|     |        |- Xenia Nikolaievna Orlova (1921-1963)
|     |
|     |- Anna Alekseevna Orlova (1828-1829)
|
|- 
Vladimir Grigor'evič Orlov
 (1743-1831)
[
1
]

   |
   |- Aleksandr Vladimirovič (1769-1787)
   |
   |- Ekaterina Vladimirovna (1770-1849)
   |
   |- Sof'ja Vladimirovna (1774-1844)
   |
   |- 
Grigorij Vladimirovič Orlov
 (1777-1826)
[
1
]

   |
   |- Natal'ja Vladimirovna (1782-1819)
```